# Sidney Sam
Sidney Sam (* 31. ledna 1988, Kiel) je německý fotbalový záložník či útočník a reprezentant, který působí v klubu VfL Bochum.

## Klubová kariéra
Součástí Hamburku SV byl již od mládežnického věku, ale do A-týmu se příliš neprosadil. Dvě sezóny strávil na hostování v Kaiserslauternu, v roce 2010 pak přestoupil do Bayeru Leverkusen za 2 miliony euro.
V lednu 2014 jej vykoupil ze smlouvy celek Schalke 04, ke kterému se Sam připojil v létě téhož roku. V novém působišti podepsal kontrakt na 4 roky. Působení v Schalke ale nebylo úspěšné, v ročníku 2016/2017 si zahrál celkově 16 minut, a v roce 2017 putoval na hostování do Darmstadtu, který v první lize bojoval o setrvání v soutěži.
V létě 2017 klub opustil a připojil se k celku VfL Bochum.

## Reprezentační kariéra
Odehrál několik zápasů za mládežnické reprezentace Německa U19, U20 a U21.
V A-mužstvu Německa debutoval v roce 2013.